# 119
Aquesta pàgina és per a l'any. Per al nombre, vegeu cent dinou.
El 119 (CXIX) fou un any comú començat en dissabte del calendari julià.

## Esdeveniments
- Hadrià va ser proclamat imperator per segona vegada després de la seva victòria sobre els sàrmates a Mesia. Va fer les paus amb els roxolans pagant al seu rei el sou que demanava, després va tornar a Roma, deixant com a llegat de Dàcia a Quint Marci Turbo.[1]

- Inici del regnat al nord de l'Índia de Nahapana, rei dels sàtrapes occidentals (Sakas) (final l'any 124).[2] Va atacar el regne d'Andhra i es va annexionar el sud de Rajputana.

- Després dels atacs xiongnu a Gansu, els xinesos van restablir la colònia militar de Hami a Tarim; Lob Nor i el rei de Turfan es van sotmetre de nou, però poc després els chanyu dels xiongnu del nord i els jushi del nord van sorprendre i massacrar la guarnició xinesa.[3]

## Necrològiques
- Plutarc, historiador i biògraf grec (n. 46 dC)[4]